# Países Bajos en los Juegos Olímpicos de Sankt Moritz 1948
Los Países Bajos estuvieron representados en los Juegos Olímpicos de Sankt Moritz 1948 por un total de 4 deportistas que compitieron en patinador de velocidad.  
El portador de la bandera en la ceremonia de apertura fue el patinador de velocidad Jan Langedijk. El equipo olímpico neerlandés no obtuvo ninguna medalla en estos Juegos.